# Radawie
Radawie (dodatkowa nazwa w j. niem. Radau) – wieś w Polsce, położona w województwie opolskim, w powiecie oleskim, w gminie Zębowice.

## Nazwa
W alfabetycznym spisie miejscowości z terenu Śląska wydanym w 1830 roku we Wrocławiu przez Johanna Knie miejscowość występuje pod obecnie używaną polską nazwą Radawie oraz zgermanizowaną Radau.

## Historia
W 1910 roku 746 mieszkańców mówiło w języku polskim, 3 w językach polskim i niemieckim, natomiast 43 osoby posługiwały się jedynie językiem niemieckim. W wyborach komunalnych w listopadzie 1919 roku 122 głosy oddano na kandydatów z list polskich, którzy zdobyli łącznie 8 z 12 mandatów. Podczas plebiscytu we wsi uprawnionych do głosowania było 492 mieszkańców (w tym 68 emigrantów). Za Polską głosowało 180 osób, za Niemcami 307 osób. Podczas III powstania śląskiego wieś została opanowana przez siły powstańcze i stała się ważnym przyczółkiem do obrony Zębowic. 21 maja powstańcy zostali wyparci z Radawia przez przeważające siły niemieckie.
W latach 1954-1959 wieś była siedzibą gromady Radawie, po jej zniesieniu w gromadzie Zębowice. W latach 1975–1998 wieś administracyjnie należała do ówczesnego województwa opolskiego.
| SIMC    | Nazwa    | Rodzaj     |
| ------- | -------- | ---------- |
| 0505792 | Bąkownia | część wsi  |
| 0505898 | Draganie | przysiółek |
| 0505800 | Kopalina | przysiółek |
| 0505817 | Kosice   | przysiółek |
| 0505823 | Radawka  | przysiółek |

## Zabytki
Do wojewódzkiego rejestru zabytków wpisane są:
- kościół par. pw. Podwyższenia Krzyża Świętego, drewniany, XVIII w., wypisany z księgi rejestru
- park, z XIX w.

Inne obiekty:
- pałac z lat 1848-1852, mieszczący obecnie Dom Pomocy Społecznej
- przydrożna kaplica
- droga krzyżowa na wolnym powietrzu, z figurami m.in. najnowszych polskich świętych.